# Liste der Bürgermeister von Koggenland
Dies ist die Liste der Bürgermeister der Gemeinde Koggenland in der niederländischen Provinz Noord-Holland seit ihrer Gründung am 1. Januar 2007.
| Bürgermeister          | Bürgermeister          | Partei | Partei     | Amtszeit  | Anmerkungen                         |
| ---------------------- | ---------------------- | ------ | ---------- | --------- | ----------------------------------- |
|                        | Leoni Sipkes           |        | GroenLinks | 2007–2013 | bis zum 15. Juni 2007 kommissarisch |
| Rob Posthumus          | Rob Posthumus          |        | VVD        | 2013–2019 | [ 2 ]                               |
| Jan Franx              | Jan Franx              |        | VVD        | 2019–2020 | kommissarisch                       |
| Monique Bonsen-Lemmers | Monique Bonsen-Lemmers |        | D66        | 2020–2025 | [ 4 ]                               |
| Pieter van Maaren      | Pieter van Maaren      |        | CDA        | 2025–     | kommissarisch                       |